# Třebohostice
Třebohostice jsou obec v okrese Strakonice v Jihočeském kraji. Leží zhruba 8,5 kilometru severozápadně od Strakonic. Leží v Blatenské pahorkatině (podcelek Horažďovická pahorkatina, okrsek Kasejovická pahorkatina); protéká jí potok Kolčavka, jeden z levostranných přítoků řeky Otavy. Skrze obec vede silnice II/139 (Horažďovice – Písek). Žije zde 309 obyvatel.

## Historie
První písemná zmínka o obci pochází z roku 1357.

## Obyvatelstvo
| Rok            | 1869 | 1880 | 1890 | 1900 | 1910 | 1921 | 1930 | 1950 | 1961 | 1970 | 1980 | 1991 | 2001 | 2011 | 2021 |
| -------------- | ---- | ---- | ---- | ---- | ---- | ---- | ---- | ---- | ---- | ---- | ---- | ---- | ---- | ---- | ---- |
| Počet obyvatel | 652  | 652  | 600  | 612  | 619  | 609  | 550  | 434  | 411  | 359  | 311  | 276  | 285  | 289  | 305  |
| Počet domů     | 100  | 104  | 106  | 106  | 106  | 108  | 106  | 106  | 102  | 94   | 91   | 112  | 112  | 119  | 124  |

## Obecní správa

### Části obce
- Třebohostice
- Zadní Zborovice

Od 14. června 1964 do 23. listopadu 1990 k obci patřily i Hubenov a Únice.

### Obecní symboly
Znak a vlajka byly obci uděleny rozhodnutím předsedy Poslanecké sněmovny Parlamentu České republiky dne 29. května 2007.

## Pamětihodnosti
- Kaplička na návsi
- Kostel svaté Ludmily v Zadních Zborovicích
- Západně od vesnice se nachází vrch Zámek (též Zlatá hora) se stejnojmenným hradištěm na vrcholu. Hradiště bylo postaveno v době halštatské a dochovaly se z něj terénní pozůstatky opevnění.[8]

## Galerie

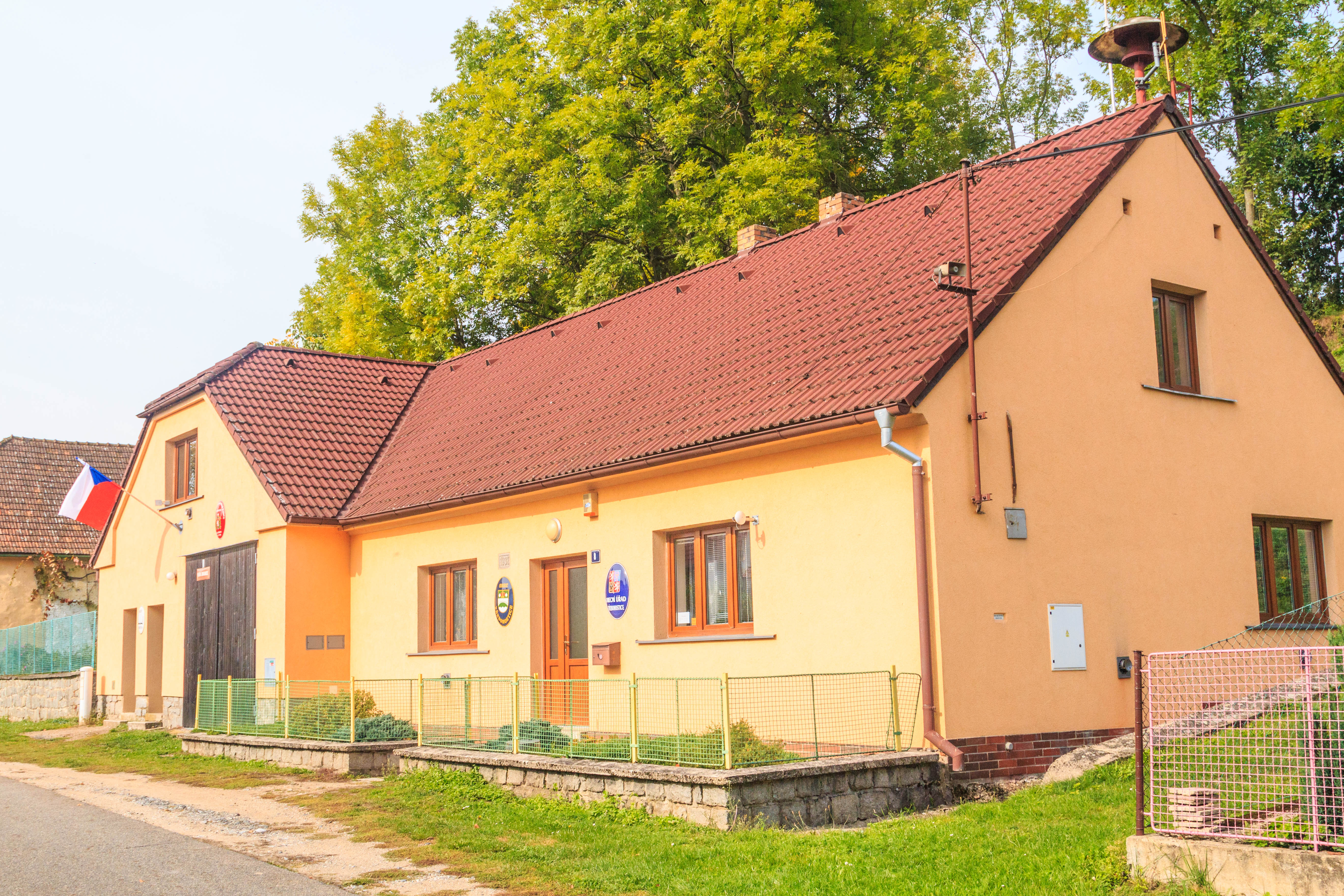
Obecní úřad
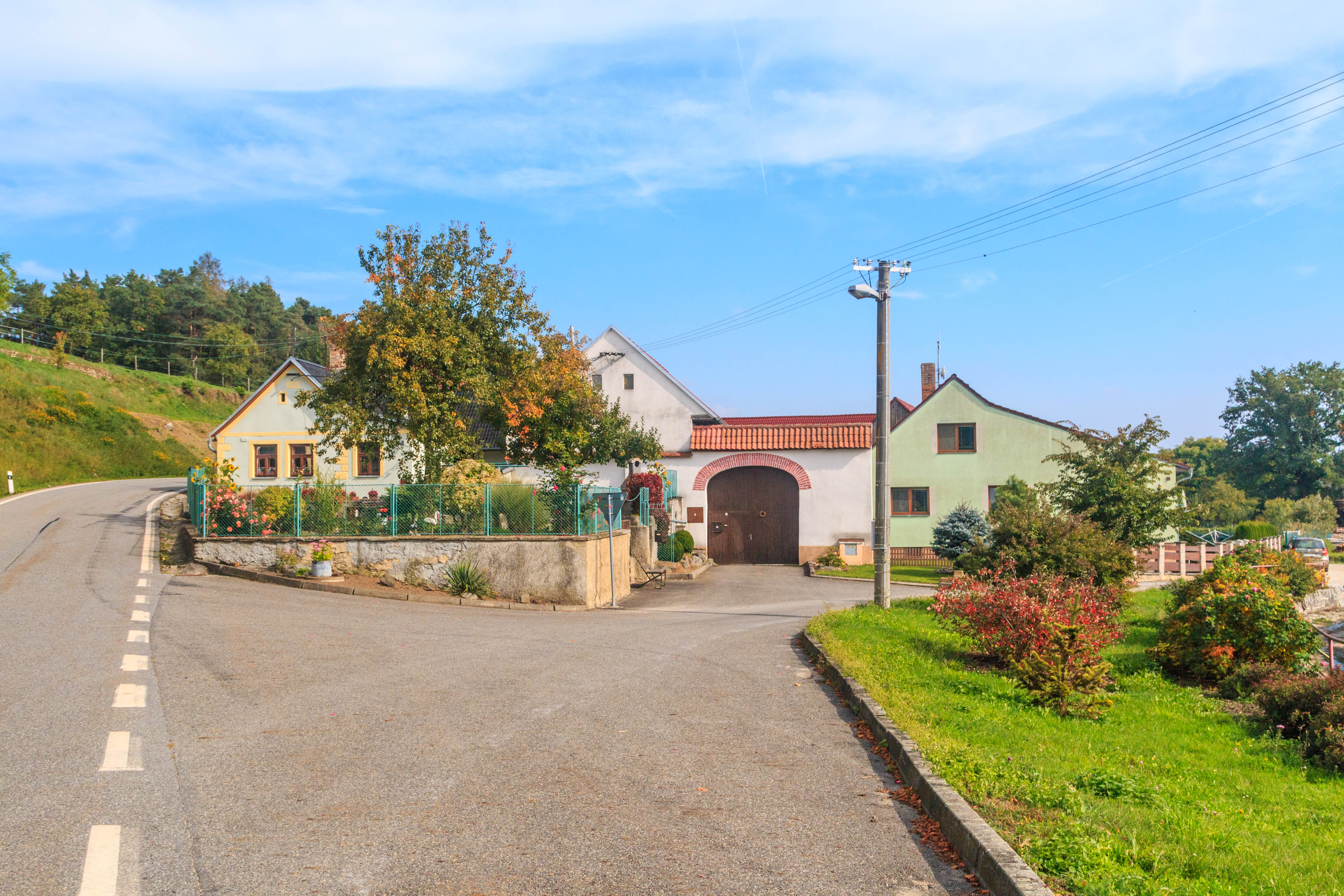
Dům čp. 11
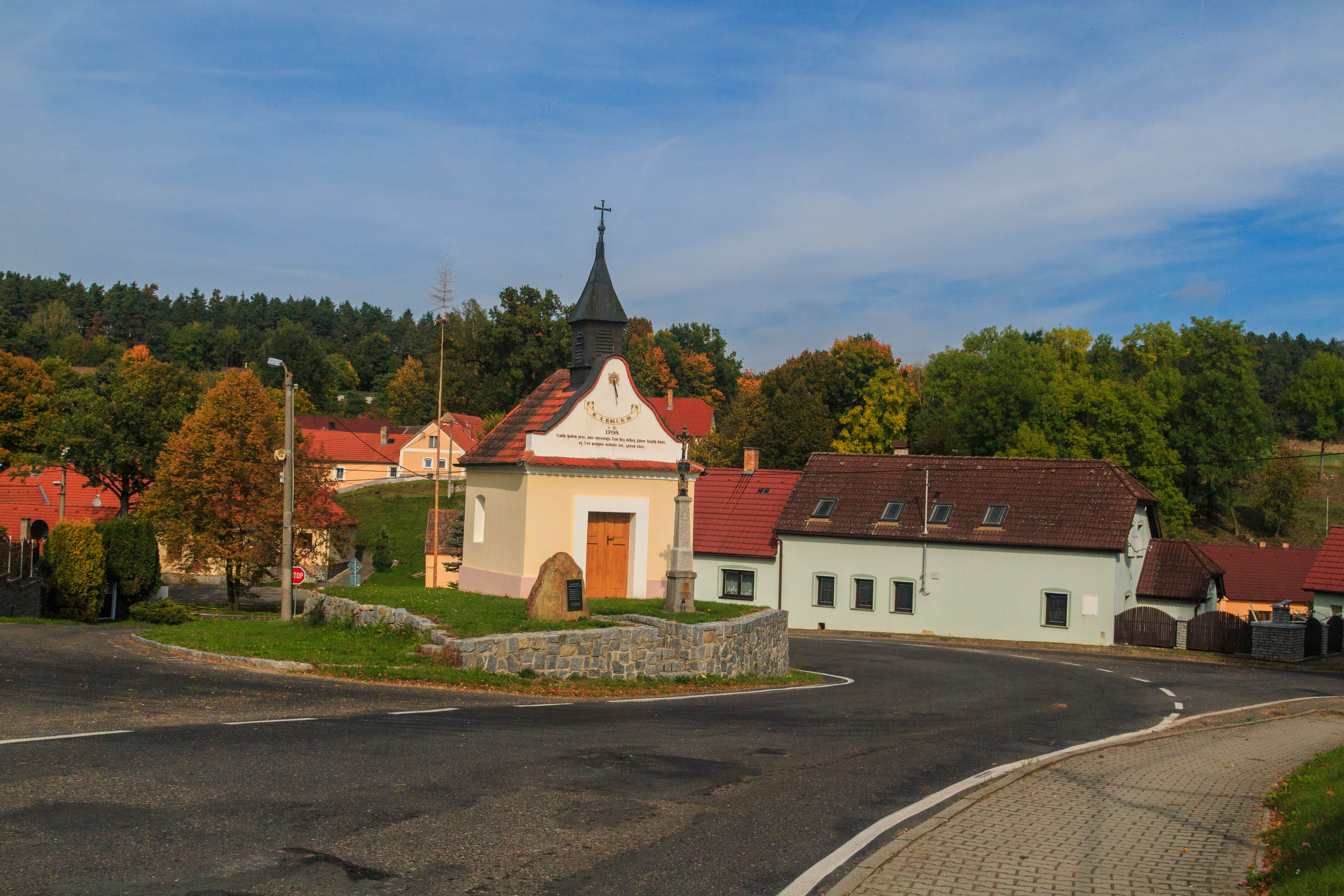
Kaplička